# Michail Sjtjerbatov

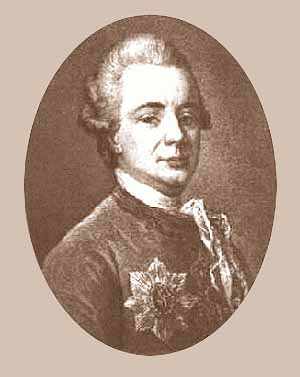
Michail Sjtjerbatov.

Michail Michailovitj Sjtjerbatov (ryska: Михаил Михайлович Щербатов), född 22 juli 1733 i Moskva, Ryssland, död 12 december 1790 i Moskva, var en rysk statsman, historiker, författare, tidningsman, filosof och ideolog under upplysningen. Hans syn på människans natur och sociala framsteg har stora likheter med Jonathan Swifts pessimism.
Sjtjerbatov fick en god formell utbildning. Han studerade historia, filosofi, litteratur och medicin. I sitt bibliotek hade han mer än 40 000 böcker, och liksom alla bildade personer vid den här tiden talade han franska, och dessutom tyska, italienska och flera andra västerländska språk.